# Hof bei Straden
Hof bei Straden ist eine ehemalige Gemeinde mit 847 Einwohnern (Stand: 31. Oktober 2013) im südöstlichen Teil der Steiermark. Sie liegt im Gerichtsbezirk Feldbach bzw. Bezirk Südoststeiermark. seit 2015 ist sie im Rahmen der Gemeindestrukturreform in der Steiermark mit der Marktgemeinde Straden und den Gemeinden Krusdorf und Stainz bei Straden zusammengeschlossen, die neue Gemeinde führt den Namen „Straden“ weiter.

## Geografie
Die Gemeinde Hof bei Straden lag bis 2012 im Bezirk Radkersburg und bis Ende 2014 im neugeschaffenen Bezirk Südoststeiermark im österreichischen Bundesland Steiermark.

### Gemeindegliederung
Das Gemeindegebiet umfasste folgende vier Ortschaften (in Klammern Einwohnerzahl, Stand 1. Jänner 2024):
- Hof bei Straden (325)
- Karla (57)
- Neusetz (172)
- Radochen (183)

Die Gemeinde bestand aus den Katastralgemeinden Hof, Neusetz, Oberkarla, Radochen und Unterkarla.

## Geschichte
Die Aufhebung der Grundherrschaften erfolgte 1848. Die Ortsgemeinden als autonome Körperschaften entstanden 1850. Die Katastralgemeinden Hof, Karla und Neusetz gehörten zur Gemeinde Straden, während Radochen bis 1968 zur Gemeinde Halbenrain zählte. Nach Ende des Ersten Weltkriegs kam es zu Auseinandersetzungen mit der Laibacher „Nationalregierung für Slowenien und Istrien“ über die Zugehörigkeit des Gebiets. Nach der Annexion Österreichs 1938 kamen die Gemeinden zum Reichsgau Steiermark, 1945 bis 1955 waren sie Teil der britischen Besatzungszone in Österreich.
Die vier Katastralgemeinden Hof, Karla, Neusetz und Radochen wurden im Jahr 1968 zur Gemeinde Hof bei Straden zusammengelegt. Sie gehörte zur Verwaltungsgemeinschaft Straden.

## Politik
Der letzte Gemeinderat setzte sich nach den Wahlen von 2010 wie folgt zusammen:
- 4 Liste Hof
- 4 ÖVP
- 1 SPÖ

### Wappen
Das ehemalige Gemeindewappen wurde 1971 vom Amt der Steiermärkischen Landesregierung verliehen.

Blasonierung:
„In einem von Weiß zu Grün geteilten Schild oben zwei rote bäuerliche Tonkrüge, unten einen goldenen Maiskolben mit vier entfalteten silbernen Deckblättern.“

## Kultur und Sehenswürdigkeiten
- spätgotischer Tabernakelpfeiler von 1514
- In Hof bei Straden befindet sich der Brunnen des Johannisbrunnen-Heilwassers mit einem Abfüllgebäude und zwei Museen, das Heilwassermuseum Johannisbrunnen und ein Hochzeitsmuseum mit Schauobjekten ab 1750.